# OFC Beach Soccer Championship 2011
L'OFC Beach Soccer Championship 2011 è la 4ª edizione di questo torneo.

## Squadre partecipanti
- Isole Salomone
- Tahiti
- Figi

## Fase a girone
| Squadra        | G | V | V+ | P | GF | GS | +/- | P |
| -------------- | - | - | -- | - | -- | -- | --- | - |
| Isole Salomone | 2 | 2 | 0  | 0 | 13 | 5  | +8  | 6 |
| Tahiti         | 2 | 1 | 0  | 1 | 7  | 9  | −2  | 3 |
| Figi           | 2 | 0 | 0  | 2 | 9  | 15 | −6  | 0 |

| Squadra 1      | Risultato | Squadra 2 |
| -------------- | --------- | --------- |
| Isole Salomone | 9-4       | Figi      |
| Tahiti         | 6-5       | Figi      |
| Isole Salomone | 4-1       | Tahiti    |

## Finale
| Squadra 1 | Risultato | Squadra 2      |
| --------- | --------- | -------------- |
| Tahiti    | 4-3       | Isole Salomone |

## Classifica Finale
| Pos | Team           |
| --- | -------------- |
| 1   | Tahiti         |
| 2   | Isole Salomone |
| 3   | Figi           |